# Jaime Robles
Jaime Robles Céspedes (Montero, Santa Cruz, 2 de febrero de 1978) es un exfutbolista boliviano. Jugaba de mediocampista y su último equipo fue el Petrolero de la Primera División de Bolivia.
Fue convocado a la Selección de fútbol de Bolivia. Participó de las clasificatorias para la Copa Mundial de Fútbol 2010.

## Clubes
| Club          | País    | Año         |
| ------------- | ------- | ----------- |
| Destroyers    | Bolivia | 2004        |
| San José      | Bolivia | 2004        |
| La Paz FC     | Bolivia | 2005 - 2006 |
| Universitario | Bolivia | 2007 - 2008 |
| Huracán Buceo | Uruguay | 2009        |
| Blooming      | Bolivia | 2009        |
| Aurora        | Bolivia | 2010 - 2014 |
| Petrolero     | Bolivia | 2014        |

## Palmarés

### Títulos nacionales
| Título             | Club       | Año  |
| ------------------ | ---------- | ---- |
| Copa Simón Bolívar | San José   | 2001 |
| Copa Simón Bolívar | Aurora     | 2002 |
| Copa Simón Bolívar | Destroyers | 2004 |